# Фальсификация предпочтений
Фальсифика́ция предпочте́ний — ложные заявления людей о своих взглядах по каким-либо вопросам. Этот термин впервые употребил американский политолог Тимур Куран, который в 1990-е годы изучал вопрос о том, как, фальсифицируя свою поддержку существующего режима, недовольные граждане искажают представления о возможности революционных перемен.
Тимура Курана интересовало, почему почти никто перед антикоммунистическими революциями 1989 года в Центральной и Восточной Европе не смог предугадать, что они произойдут. Это же относится и к Исламской революции 1979 года в Иране, а также к Февральской революции 1917 года в России и к Великой французской революции 1789 года.
Даже в обществах, где свобода слова находится на высоком уровне, существуют чувствительные вопросы, по которым люди часто не желают откровенно высказать свое мнение. Например, в США к таким вопросам относятся межрасовые отношения. Многие социологические исследования подтверждают, что льготы по расовому признаку в области занятости, образования и т.п. для защиты меньшинств («позитивная дискриминация»), крайне непопулярны в американском обществе. Однако открытое недовольство этой политикой встречается редко.
Что же касается стран с достаточно репрессивными режимами, то в них из-за опасений неблагоприятных последствий для себя люди часто публично различными способами демонстрируют поддержку властей, тогда как на самом деле они этими властями недовольны. Именно поэтому может сложиться ситуация, когда общество оказывается на грани мощного взрыва, но при этом все по-прежнему убеждены и утверждают, что оно стабильно. В какой-то момент какое-то событие, которое само по себе может быть незначительным, может вызвать революционный процесс. Более того, после революционных перемен, люди, которых в общем устраивал старый режим, публично поддерживают эти перемены, чтобы не подвергнуться гонениям, и делают вид, что их поддержка старого порядка никогда не была искренней, что она была лишь фальсификацией предпочтений в целях самосохранения. Из-за этого свергнутый режим кажется более непрочным, чем он был на самом деле. 
Характерно, что в странах «социалистического лагеря» не проводились открыто, с публикацией результатов, какие-либо социологические опросы на тему отношения к властям. При этом спецслужбы  регулярно проводили такие исследования, чтобы быть в курсе подлинных мнений и настроений граждан, однако результаты таких исследований были строго засекречены. Недоступность качественных данных социологических исследований сама по себе была важным признаком наличия фальсификации предпочтений: сам факт того, что в ФРГ независимые опросы общественного мнения были разрешены, а в ГДР они были запрещены, уже достаточно красноречив.

## Исследования феномена
В 1972 году Элизабет Нелле-Нойманн из Института Алленсбаха в ФРГ изучала стимулы, побуждающих людей публично выражать согласие или несогласие с «восточной политикой» канцлера Вилли Брандта (направленной на улучшение отношений с ГДР и другими странами Восточной Европы). На первом этапе группе отобранных участников показывали рисунок, изображающий двух беседующих людей, один из которых высказывался в поддержку «восточной политики» Брандта, а другой высказывался против нее. Затем каждого просили высказать его собственное мнение по этому вопросу. На втором этапе тем, кто поддерживал «восточную политику» и тем, кто был настроен против нее, предлагали представить себе, что им предстоит провести четыре часа в поезде. При этом половине каждой группы говорили, что их соседом по купе будет сторонник политики Брандта, а другой половине — что им будет ее противник. Затем каждому задавали вопрос: «Хотите ли вы побеседовать с этим человеком, чтобы подробнее ознакомиться с его мнением, или считаете, что игра не стоит свеч?». В результате выяснилось, что 50% сторонников политики Брандта и лишь 35% ее противников выразили желание вступить в беседу. То есть граждане, поддерживавшие политику Брандта, были в большей степени готовы заявлять о своей позиции публично. В тот момент, когда проводилось исследование, считалось, что у «восточной политики» больше сторонников, чем противников, однако исследование показало, что фальсификация предпочтений работала на «восточную политику», настраивая общественное мнение в ее пользу.
В 1990 году перед выборами в Никарагуа Кэтрин Бишопинг и Говард Шуман взяли интервью у 300 жителей Манагуа и его окрестностей, при этом треть интервью записывалась ручкой, окрашенной в чёрно-красные цвета правившего Сандинистского фронта национального освобождения, с надписью «Даниэля — в президенты», ещё треть — бело-синей ручкой (цвета оппозиции) с надписью «ОНС» (Оппозиционный национальный союз), а в ходе остальных бесед интервьюер использовал ручку нейтральной окраски без каких-либо надписей. В результате выяснилось, что когда интервьюер пользовался «сандинистской» ручкой, то сторонников сандинистов среди респондентов оказалось больше на 26%. По результатам интервью, записывавшихся «нейтральной» ручкой, также сторонников сандинистов было больше на 20%. Когда же у интервьюера в руке была ручка с символикой ОНС, то с разницей в 12% среди респондентов оказывалось больше сторонников оппозиции.

## Ситуация в современной России
Исследователи отмечают, что фальсификация предпочтений весьма характерна для современной России. Так,  Кирилл Калинин из Мичиганского университета выявил, что более четверти российских респондентов в ответах на политически чувствительные вопросы анкет опросов склонны проявлять неискренность. По данным «Левада-центра», опубликованным в 2019 году, лишь 40% опрошенных россиян полагали, что люди отвечают на вопросы о президенте В. Путине откровенно. Что касается проводившихся в 2022 году опросов россиян об их отношении к вторжению на Украину, то опрос, проведенный в марте 2022 года исследовательским проектом «Хроники», показал, что люди по-разному реагируют на него в зависимости от наличия среди вариантов ответа, кроме традиционных «да», «нет» и «не знаю», ещё и варианта «не хочу отвечать»: без такого варианта в анкете поддержка нападения на Украину составляла 70%, а с ним — 63%. Таким образом, как полагают исследователи, примерно 10% одобряющих нападение при традиционных опросах могут делать это из страха.